# Lill-Abborrtjärnen (Borgsjö socken, Medelpad)
Lill-Abborrtjärnen är en sjö i Ånge kommun i Medelpad och ingår i Ljungans huvudavrinningsområde.